# Eduard Cauer
Paul Eduard Cauer (* 18. August 1823 in Berlin; † 29. September 1881 in Berlin) war ein deutscher Historiker, Gymnasialdirektor und Stadtschulrat von Berlin. Die Frauenrechtlerin Minna Cauer war seine zweite Ehefrau.

## Leben und Wirken
Eduard Cauer stammte aus angesehenen deutschen, hugenottischen und jüdischen Familien. Der Vater Ludwig Cauer führte eine reformorientierte Schule in Charlottenburg, die Mutter Marianne war eine Tochter des jüdischen Hofbankiers Isaak Daniel Itzig. Sein Bruder Emil Cauer wurde Bildhauer und begründete eine bekannte Künstlerfamilie.
Eduard Cauer besuchte die Erziehungsanstalt des Vaters in Charlottenburg und nach dessen frühem Tod das Friedrich-Wilhelms-Gymnasium in Berlin. Seit 1835 war er an der Landesschule in Pforta, wo er 1841 die Reife ablegte.
Danach studierte er Jura in Berlin (u. a. bei Savigny) und danach Geschichte in Heidelberg und Berlin (bei Ranke). 1846 promovierte er dort zum Dr. phil.
Danach zog Eduard Cauer nach Breslau, wo er ein Probejahr am Elisabethsgymnasium absolvierte. 1847 legte er dort auch die Habilitation als Privatdozent an der Universität ab.
Seit 1851 unterrichtete er am renommierten St. Maria-Magdalena-Gymnasium. In diesem Jahr heiratete er Maria Streicher, die ihm in den folgenden Jahren fünf Kinder gebar.
1863 zog die Familie nach Potsdam, wo Eduard Cauer als Oberlehrer an einem Gymnasium wirkte. 1868 starb seine Ehefrau Maria.
Seit 1869 war er Direktor des Gymnasiums in Hamm, in diesem Jahr heiratete er die Pädagogin und Frauenrechtlerin Wilhelmina Schelle-Latzel. 1871 wurde er Direktor des Städtischen Gymnasiums in Danzig.
1876 wurde Eduard Cauer Stadtschulrat in Berlin. 1881 starb er dort mit 58 Jahren. Er wurde auf dem St. Matthäi-Friedhof in Schöneberg begraben.
Seine Frau Minna Cauer wurde in den nächsten Jahren die bekannteste Frauenrechtlerin im Deutschen Reich.

## Ehen und Nachkommen
Eduard Cauer war mit Bertha Louise Marie Streicher (1828–1868), Tochter von Dr. med Ernst Ernst Paul Streicher und Caroline Flies aus Frankfurt (Oder), seit 1851 verheiratet. Sie hatten sechs Kinder
- Margarete Pochhammer (1852–1926), Schriftstellerin und Frauenrechtlerin, heiratete Paul Pochhammer
- Paul Cauer (1854–1921), Gymnasiallehrer und Philologe
- Wilhelm Cauer (1858–1940), Eisenbahn-Ingenieur
- Marie Cauer (1861–1950), Oberin und Krankenschwester
- Friedrich Cauer (1862–1932), Gymnasiallehrer und Philologe

Nach dem frühen Tod von Marie Cauer heiratete Eduard Cauer 1869 die Pädagogin und Frauenrechtlerin Minna Cauer verwitwete Latzel, geborene Schelle (1841–1922). Aus dieser Ehe gingen keine Kinder hervor.

## Veröffentlichungen (Auswahl)
Eduard Cauer veröffentlichte zahlreiche Publikationen, vor allem zu historischen und pädagogischen Themen, darunter auch Die Höhere Mädchenschule und die Lehrerinnenfrage  (1878). 1851 schrieb er das Vorwort zu einer Schrift von Wilhelm von Humboldt.
- Geschichtstabellen zum Gebrauch auf höheren Schulen; mit einer Übersicht über die brandenburgisch-preußische Geschichte und mit Geschlechtstafeln und anderen Anhängen, Breslau,  30. Auflage, 1890

- Zur Geschichte der Wortbedeutungen in der deutschen Sprache Grote, Hamm 1870
- Friedrichs des Grossen Grundsätze über Erziehung und Unterricht, Groening, Danzig, 1873
- Die Höhere Mädchenschule und die Lehrerinnenfrage, Springer,  Berlin, 1878
- Zur Geschichte und Charakteristik Friedrichs des Großen, vermischte Aufsätze, Trewendt, Breslau 1883

- Homers Ilias, nach der Schulausgabe von Paul Cauer  hrsg. von Wilhelm Krause, 9. Auflage, München  [1954]
- Karl Gottlob Schönborn, ausgewählte Schulreden nebst einem Lebensabriß,  Malzer, Breslau, 1872